# Hernán Carrasco
Hernán Carrasco Vivanco (ur. 29 marca 1923 w Arauco, zm. 10 września 2023 w Santa Tecla) – chilijski trener piłkarski.

## Kariera trenerska
Hernán Carrasco Vivanco rozpoczął pracę trenerską od prowadzenia CSD Colo-Colo w 1960 roku, które przejął od brazylijskiego trenera Flávio Costa, którego był asystentem. Z CSD Colo-Colo zdobył mistrzostwo Chile. W połowie lat 60. Carrasco wyemigrował do Salwadoru i z tym krajem związał większość swojej kariery trenerskiej. W latach 1965–1967 prowadził reprezentację Salwadoru. Nie udało mu się z Salwadorem awansować do Mistrzostw Świata 1966. Będąc trenerem reprezentacji prowadził również drużynę Alianzy San Salvador. Z Alianzą dwukrotnie zdobył Mistrzostwo Salwadoru w 1966 i 1967 oraz Puchar Mistrzów CONCACAF 1967.
W 1968 roku prowadził klub Águila San Miguel, z którym zdobył mistrzostwo Salwadoru 1968. W latach 1969–1970 prowadził Atlético Marte San Salvador, z którym zdobył dwa kolejne mistrzostwa Salwadoru w 1969 i 1970 roku. W 1969 roku powrócił na stanowisko trenera reprezentacji Salwadoru. W tym samym roku wywalczył z Salwadorem pierwszy, historyczny awans do mistrzostw 
świata 1970. Na Mundialu w Meksyku Salwodor przegrał wszystkie trzy spotkania z ZSRR 0:2, Meksykiem 0:4 i Belgią 0:3.
W latach siedemdziesiątych został prezesem Chilijskiego Związku Trenerów i zrezygnował z pracy trenerskiej. Do prowadzenia klubów powrócił w Club Universidad de Chile w 1984 roku. W 1989 roku ponownie prowadził Alianzę San Salwador. W 1991–1992 prowadził Luis Ángel Firpo, z którą zdobył swoje szóste Mistrzostwo Salwadoru w 1992 roku. W 1992–1993 prowadził FAS Santa Ana. W latach 1999–2001 prowadził ponownie Águilę San Miguel, z którą zdobył trzy kolejne mistrzostwa Salwadoru 1999/2000 Apertura, 2000/2001 Apertura, 2000/2001 Clausura. Karierę trenerską zakończył w Municipal Limeño w 2002 roku.